# Schwarzer Wacholder
Der Schwarze Wacholder (Juniperus indica) ist eine Pflanzenart aus der Familie der Zypressengewächse (Cupressaceae). Er ist in Zentralasien heimisch.

## Beschreibung
Der Schwarze Wacholder wächst als aufrechter oder niederliegender immergrüner Strauch, selten auch als Baum, der Wuchshöhen von bis zu 2 Meter erreichen kann. Die dicht an den Ästen stehenden Zweige sind viereckig, manchmal auch bleistiftförmig und gehen meist gerade ab.
Die Art bildet zwei verschiedene Formen von Blättern aus. Die nadelförmigen Blätter findet man meist an jungen Pflanzen. Diese werden 3 bis 8 Millimeter lang, haben eine spitz zulaufende Spitze und an der Basis der Blattunterseite eine längliche Blattdrüse. Sie stehen in Dreierwirteln an den Zweigen. Die schuppenartigen, stumpfen Blätter sind bei einer Länge von 1,2 bis 2 Millimetern rautenförmig geformt. In der Mitte der Blattunterseite befindet sich eine länglich geformte Drüse. Die Blätter sind eng anliegend und stehen kreuzgegenständig oder in Dreierwirteln an den Zweigen.
Der Schwarze Wacholder ist zweihäusig-getrenntgeschlechtig (diözisch). Die männlichen Blütenzapfen sind bei einem Durchmesser von 2 bis 3 Millimetern annähernd kugelig bis eiförmig geformt. Sie enthalten sechs bis acht Mikrosporophylle mit zwei bis drei Pollensäcken. Die Beerenzapfen sind bei einer Länge von 6 bis 13 Millimetern und einer Dicke von 5 bis 8 Millimetern annähernd kugelig bis eiförmig geformt. Sie sind zur Reife hin schwarzbraun gefärbt. Jeder Zapfen trägt ein bis zwei Samen. Die glatten oder undeutlich gefurchten Samen sind bei einer Länge von 5 bis 6 Millimetern und einer Breite von rund 4 Millimeter eiförmig geformt.

## Verbreitung und Standort
Das natürliche Verbreitungsgebiet des Schwarzen Wacholders umfasst Bhutan, Südwest-China, Nord-Indien, Kaschmir, Nepal sowie Nord-Pakistan. In China kommt er im Osten und Süden des Autonomen Gebiet Tibets, dem Westen Sichuans und im Nordwesten Yunnans vor. In Indien findet man ihn in den Bundesstaaten Himachal Pradesh, Sikkim und Uttar Pradesh.
In China gedeiht die Art in Höhenlagen von 2600 bis 5100 Metern. Sie wächst dort vor allem in Dickichten und Wäldern an Berghängen.

## Systematik
Die Erstbeschreibung als Juniperus indica erfolgte 1862 durch Antonio Bertoloni in "Miscellanea Botanica", Band 23, Seite 16, Tafel 1. Synonyme für Juniperus indica Bertol. sind Juniperus wallichiana Hook. f. & Thomson ex Parl. und Sabina wallichiana (Hook. f. & Thomson ex E. Brandis) W.C. Cheng & L.K. Fu.
Die Art wird in bis zu drei Varietäten unterteilt:
- Juniperus indica var. caespitosa Farjon kommt in Bhutan, Nordwest-Nepal sowie Süd-Tibet vor.[3]
- Juniperus indica var. indica ist die Nominatform. Sie kommt vom nördlichen Pakistan bis zum nordwestlichen Yunnan vor.[3][5]
- Juniperus indica var. rushforthiana  R.P. Adams kommt in Bhutan vor.[3] Sie wird von manchen Autoren auch als Synonym zu Juniperus indica var. indica gestellt.[5]

## Gefährdung und Schutz
Der Schwarze Wacholder wird in der Roten Liste der IUCN Aufgrund des großen Verbreitungsgebietes als "nicht gefährdet" eingestuft. Es wird jedoch darauf hingewiesen das eine erneute Überprüfung der Gefährdung notwendig ist.